# 小林美鈴 (タレント)
小林 美鈴（こばやし みすず、1993年6月25日 - ）は、東海地方で活動するタレント、ラジオパーソナリティ。
広島県因島市（現・尾道市）出身、愛知県育ち。セントラルジャパン所属。

## 来歴
南山大学人文学部在学中にタレント活動を始める。イベントMCやアイドルグループにおける活動を経験。また、中京テレビ『オードリーさん、ぜひ会って欲しい人がいるんです！』にも一般人として出演した経験がある。
大学を卒業後、セントラルジャパンに所属。CBCラジオのレポートドライバーを経て、2019年4月よりエフエム愛知 (FM AICHI) のワイド番組『Delight』のパーソナリティを務めている。
2020年9月26日、どっかんプロ所属のお笑い芸人・酒井直斗と結婚。酒井も在名他局の番組でラジオパーソナリティを務めている。
2024年3月27日、CBCラジオ『酒井直斗のラジノート』で、夫・酒井直斗より第1子妊娠が発表され、2024年3月28日、『MORNING BREEZE』でも本人より報告された。同年9月4日のCBCラジオ『酒井直斗のラジノート』で、夫・酒井直斗より8月28日に第1子誕生が発表された。

## 人物
- 高校時代に生徒会長を務めていたことがある[8]。
- TBSアナウンサーの安住紳一郎がパーソナリティを務める『安住紳一郎の日曜天国』のヘビーリスナーである。東海地方ではエリア外のためラジオで聞くことができず、ラジオクラウドを用いて番組を聴いている[9]。

## 担当番組

### ラジオ番組
- MORNING BREEZE（FM AICHI、2020年4月 - 2024年3月） - 木曜・金曜担当[10]
- SUZUKI Run Run ランチ（FM GIFU、2022年8月 - ）
- I write the songs 〜歌の贈りもの〜（FM AICHI、2019年7月 -  2020年9月）
- Delight（FM AICHI、2019年4月 - 2020年3月）
- 戸井康成の金曜スクラッパー→戸井康成の木曜スクラッパー(CBCラジオ、2021年10月 - 2022年3月、2022年10月 - 2024年3月、2024年10月 - ）
- 戸井康成の別冊スクラッパー（CBCラジオ、2022年4月 - 9月）

### テレビ番組
- ナゴヤはつまらなくない!（スターキャット

）ナレーション
- ジモテン！（チャンネルCCN、2019年 - 2022年12月）